# Raivydas Stanys
Raivydas Stanys (Lituania, 3 de febrero de 1987) es un atleta lituano, especialista en la prueba de salto de altura en la que llegó a ser subcampeón europeo en 2012.

## Carrera deportiva
En el Campeonato Europeo de Atletismo de 2012 ganó la medalla de plata en el salto de altura, saltando por encima de 2.31 metros, quedando situado en el podio tras el británico Robert Grabarz (oro también con 2.31 m pero en menos intentos) y por delante del francés Mickaël Hanany (bronce con 2.28 metros).